# Ecka Possekel-Oelsner
Ecka Possekel-Oelsner (geb. Oelsner) (* 12. November 1893 in Kiel; † 1962 in Frankfurt am Main) war eine deutsche Landschafts- und Porträtmalerin.

## Leben

### Familie
Ecka Possekel-Oelsner war mit Walter Possekel, Inhaber der Reise- und Versandbuchhandlung am Potsdamer Platz in Berlin, verheiratet. Ihre gemeinsame Tochter Ursula Possekel (* 1921) war mit dem Schriftsteller Heinrich Schirmbeck verheiratet.

### Werdegang
Ecka Possekel-Oelsner wurde an der Königlichen Kunstschule zu Berlin von George Mosson zur Landschafts- und Porträtmalerin ausgebildet. Weiterer Unterricht schloss sich in München bei dem impressionistischen Maler Max Feldbauer an.
1916 nahm sie an der Ausstellung des Schleswig-Holsteinischen Kunstvereins in Kiel teil. Um 1940 porträtierte sie in einem Ölgemälde ihren Schwiegersohn Heinrich Schirmbeck. In Berlin ansässig, nahm sie in den Jahren von 1954 bis 1956 an den Ausstellungen des Vereins der Berliner Künstlerinnen teil. In ihren letzten Lebensjahren war sie zusammen mit ihrem Ehemann, dem Buchhändler Walter Possekel, in Frankfurt am Main ansässig.

## Mitgliedschaften
- 1927, 1953–1961: Verein der Berliner Künstlerinnen[3]
- 1943–1945: Reichsverband bildender Künstler Deutschlands[4]
- Verein Danziger Künstler

## Werke (Auswahl)
- Seelandschaft.[5]